# Гай Юний Бубулк Брут (консул 291 пр.н.е.)
Вижте пояснителната страница за други личности с името Гай Юний Бубулк Брут.
Гай Юний Бубулк Брут (на латински: Gaius Iunius Bubulcus Brutus) e политик на Римската република и произлиза от род Юнии.
През 291 пр.н.е. Бубулк e консул с Луций Постумий Мегел. През 277 пр.н.е. е консул с Публий Корнелий Руфин. За успехите си при Самниум получава триумф.